# ニューアーク・ベアーズ
ニューアーク・ベアーズ（Newark Bears）は、北米独立リーグのカナディアン・アメリカンリーグに所属していたプロ野球チーム。本拠地はニュージャージー州ニューアーク。リーグは2014年シーズンにベアーズが参加しないことを発表、チームは運営中止となった。

## 歴史
1998年に創設され、1999年よりアトランティックリーグに参加し、初代監督は日本プロ野球で活躍したトーマス・オマリーが務めた。
2001年にディビジョン優勝を果たし、チャンピオンシップ・シリーズに進出するも敗れる。
2003年はリッキー・ヘンダーソンが所属、活躍したが、シーズン途中でMLBのロサンゼルス・ドジャースと契約した。その後、2004年の1年間、ヘンダーソンはチームの一員として再びプレーした。
2007年にチャンピオンシップ・シリーズを制し、初のリーグ優勝を果たした。
2008年10月、オーナーのマーク・ベルソンが自己破産し、球団をベースズ・ローデッド・グループに売却。
2010年10月、同年のシーズンが終了した後、カナディアン・アメリカンリーグへ移籍した。ベースズ・ローデッド・グループが球団をダニエル・ドロネット氏らに売却。
2013年からはMLBで活躍したギャリー・テンプルトンが監督に就任。
リーグは2014年シーズンにベアーズが参加しないことを発表、チームは運営中止となり、現在チームのオーナーを募集中。

## 所属選手
- クレイグ・ワーシントン（1998 - 2000年）
- ダグ・ジェニングス（1999年）
- 田島俊雄（1999年）
- ヘンスリー・ミューレンス（1999、2001年）
- 宮川一彦（2000年）
- 谷口功一（2000年）
- ダニエル・リオス（2000年）
- オジー・カンセコ（2000 - 2001年）
- ダニー・カネル（2001年）※元アメフト選手
- ピート・インカビリア（2001年）
- ホセ・カンセコ（2001年）
- ジェフ・ボール（2001年）
- アロンゾ・パウエル（2001年）
- ドウェイン・ヘンリー（2001年）
- ウェス・チェンバレン（2002年）
- ジミー・ハースト（2002年）
- ホセ・リマ（2003年）
- リッキー・ヘンダーソン（2004年）
- エジソン・レイノソ（2004年）
- ウィリー・バンクス（2004 - 2005年）
- ボビー・ジョーンズ（2005年）
- ジャンカルロ・アルバラード（2005年）
- 養父鐵（2005年）
- オーランド・ミラー（2006年）
- アンソニー・サンダース（2006年）
- ジョシュ・マトス（2006年）
- カルロス・ミラバル（2006 - 2008年）
- ランドール・サイモン（2008年）
- フランクリン・グラセスキー（2008年）
- アーマンド・ベニテス（2009年）
- ロブ・マコーヴィアク（2009年）
- センディ・レーアル（2009年）
- スコット・ライス（2009年）
- ラミロ・メンドーサ（2009年）
- ジェイ・ギボンズ（2009年）
- ジャック・ジョーンズ（2009年）
- スコット・ウィリアムソン（2009年）
- カール・エバレット（2009、2010年）
- エドガルド・アルフォンゾ（2010年）
- シェーン・ユーマン（2010年）
- フェルナンド・セギノール（2010年）
- ライアン・グリン（2010年）
- ビンス・パーキンス（2010年）
- イライジャ・デュークス（2010年）